# Codice penale sabaudo
Il codice penale sabaudo fu il codice penale del Regno di Sardegna, promulgato dal re Carlo Alberto di Savoia il 26 ottobre 1839 ed entrò in vigore il 15 gennaio 1840.
Il testo fu modificato e ripromulgato nel 1859 da Vittorio Emanuele II, e rimase in vigore (seppur con alcuni limiti territoriali) anche nel neonato Regno d'Italia fino all'emanazione del codice penale italiano del 1889.

## Storia

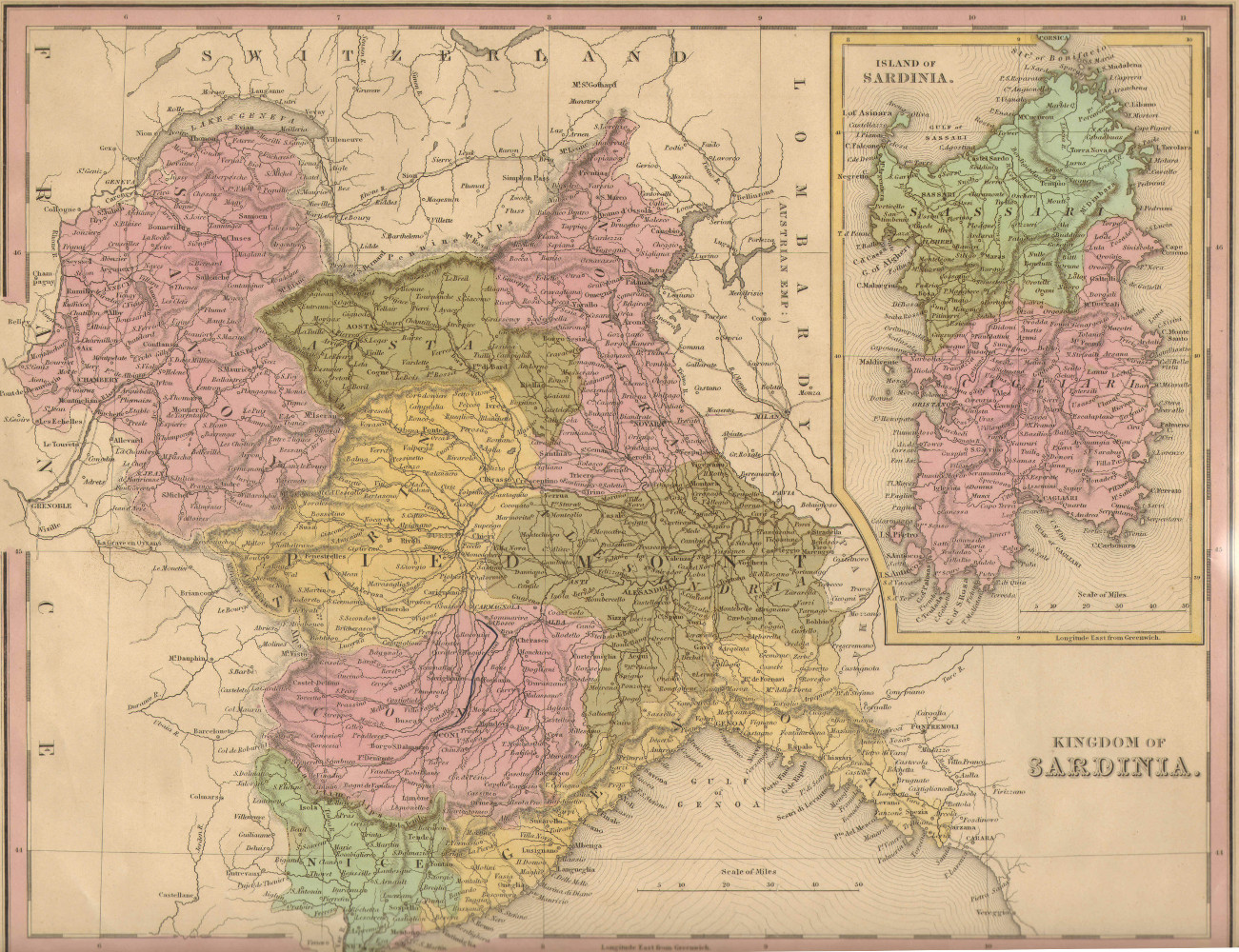
Carta politica del Regno di Sardegna nel 1839, anno dell'emanazione del Codice albertino.

Prima dell'emanazione della normativa albertina, nei territori sabaudi di terraferma erano in vigore ancora le Costituzioni piemontesi del 1723 nel testo aggiornato nel 1770 e la successiva legislazione speciale emessa prima del 1800 e dopo il 1814, mentre in Sardegna le antiche leggi e consuetudini medioevali in materia civile e penale erano state consolidate nel cosiddetto Codice feliciano del 1827.
L'anno successivo all'emanazione del Codice penale, nel 1840, vennero emanati il Codice penale militare ed un regolamento di procedura penale, mentre solo nel 1847 venne pubblicato un Codice di procedura penale.
Durante il cosiddetto "decennio di preparazione" (1849-1859) del Regno di Sardegna all'unificazione italiana, furono poste in essere importanti riforme alla normativa ed alla macchina statale sabauda. Nel quadro di una revisione complessiva dei codici sabaudi, il Codice penale fu rivisto e promulgato nella sua nuova versione il 20 novembre 1859, entrando in vigore il 1º maggio 1860, insieme al nuovo Codice di procedura penale.
Dopo l'Unità d'Italia, tuttavia, la codificazione penale sabauda non entrò in vigore nei territori dell'ex-Granducato di Toscana, dove continuò ad essere applicato il Codice penale toscano del 1853, che era stato tra l'altro emendato della pena di morte dal Governo provvisorio toscano nel 1859. Anche nei territori dell'ex-Regno delle Due Sicilie il Codice sabaudo dovette essere integrato con alcune disposizioni di derivazione del vecchio Codice borbonico del 1819, erede della codificazione murattiana del 1812. Per il resto comunque il testo albertino come modificato nel 1859 costituì la legislazione penale unitaria italiana fino all'emanazione del Codice cosiddetto Zanardelli del 1889.

## Sistematica
Il testo, molto fedele al Codice penale napoleonico del 1810, era composto da 739 articoli divisi in tre libri: pene e regole generali per la loro applicazione ed esecuzione; crimini e delitti e loro pene; contravvenzioni e loro pene. Era mantenuta dunque la tripartizione di derivazione francese in crimini, delitti e contravvenzioni.

## Contenuti
Il testo albertino accanto ad alcuni aspetti conservatori estranei al modello napoleonico, come la previsione di sanzioni contro i suicidi, la previsione di fattispecie come l'aborto, nonché la violenza carnale e l'adulterio considerati però reati contro lo Stato ed il mantenimento dei reati contro la religione, conteneva anche aspetti di novità come la finalità di emenda del reo. Nello stesso anno del Codice infatti, nel 1839, venne anche emanato un regolamento carcerario ispirato a criteri umanitari.
Le modifiche del 1859 portarono all'abolizione dei reati contro la religione, alla limitazione della pena di morte a tredici casi ed alla mitigazione delle pene per i reati politici.